# 磯部恭子
磯部 恭子（いそべ きょうこ、1971年10月8日 - ）は、日本の元アイドル、元モデル、元女優。東京都出身。

## 略歴
- 1987年 - エアロビ三人組アイドルBiOSPECIALのメンバーk.iとして活動を始め、「ロックンロール・セレナーデ」でレコードデビューを果たす。他には、マドモアゼルノンノンの専属モデルとして活動していた[1]。
- 1988年 -「CRUSH on LOVE」でポニーキャニオンからソロ歌手デビュー（順位：93位初動:0.3万枚[2]）。この楽曲は自身が主演した、テレビ朝日系ドラマ「ホラー学園πr」の主題歌として起用された[3]。
- 1989年 - 2ndシングル「不純?」を発売。
  - 3月15日にはフジテレビ系 「夜のヒットスタジオ」に初出演。
  - 月刊明星等で、初のアルバム「スピッツ」の発売発表をしていたが、突然引退を発表し、発売は無くなった。

## 歌手としての特徴

### パフォーマンス
- 個性的な衣装を纏い踊りながら歌う（ミュージックステーション等の出演時）。

## ディスコグラフィー

### シングル
| 枚  | 発売日         | タイトル      | 備考                           | 順位 |
| --- | -------------- | ------------- | ------------------------------ | ---- |
| 1st | 1988年10月21日 | CRUSH on LOVE | テレビ朝日ホラー学園πr主題歌。 | 93位 |
| 2nd | 1989年3月8日   | 不純?         |                                |      |

### 未発売
- 1stアルバム -「スピッツ」（1989年6月に発売予定されていた）

## 出演

### 音楽番組
- ミュージックステーション （テレビ朝日）- 四度の出演。
- 夜のヒットスタジオ（1989年3月15日、フジテレビ）

### ドラマ
- ホラー学園πr（1988年10月25日・1989年03月27日、テレビ朝日[3]）